# Trigonella aristata
Trigonella aristata là một loài thực vật có hoa trong họ Đậu. Loài này được (Vassilcz.) Sojak miêu tả khoa học đầu tiên.